# Ryū Takao
Ryū Takao (jap. 高尾 瑠, Takao Ryū; * 9. November 1996 in der Präfektur Aichi) ist ein japanischer Fußballspieler.

## Karriere
Ryū Takao erlernte das Fußballspielen in der Jugendmannschaft von Nagoya Grampus sowie in der Universitätsmannschaft der Kwansei-Gakuin-Universität. Seinen ersten Vertrag unterschrieb er 2019 bei Gamba Osaka. Der Verein aus Suita, einer Stadt in der nördlichen Präfektur Osaka, spielte in der höchsten japanischen Liga, der J1 League. In Suita kann er auch achtmal in der U23-Mannschaft zum Einsatz. Die U23 spielt in der dritten Liga, der J3 League. 2020 wurde er mit Gamba Vizemeister. Im gleichen Jahr stand er mit dem Klub im Finale des Kaiserpokals. Das Endspiele gegen Kawasaki Frontale verlor man jedoch mit 1:0. Nach insgesamt 111 Erstligaspielen wechselte er im Februar 2024 zum ebenfalls in der ersten Liga spielenden Hokkaido Consadole Sapporo. Am Ende der Saison 2024 belegte er mit Hokkaido den 19. Tabellenplatz und musste somit in die zweite Liga absteigen.

## Erfolge
Gamba Osaka
- Japanischer Vizemeister: 2020
- Japanischer Pokalfinalist: 2020